# Aemilia asignata
Aemilia asignata är en fjärilsart som beskrevs av George Francis Hampson 1901. Aemilia asignata ingår i släktet Aemilia och familjen björnspinnare. Inga underarter finns listade i Catalogue of Life.